# L'asino d'oro
L'asino (também chamado L'asino d'oro; em português: O Asno de Ouro) é um poema satírico inacabado de oito cantos escrito pelo cientista político italiano e escritor Nicolau Maquiavel em 1517.
No poema, o autor conhece uma bela pastora cercada pela manada de feras de Circe (Canto 2). Depois de passar uma noite de amor com ele, ela explica as características dos animais sob sua responsabilidade: os leões são os bravos, os ursos são os violentos, os lobos são os eternamente insatisfeitos, e assim por diante (Canto 6). No Canto 7, ele é apresentado aos frustrados: um gato que deixou escapar sua presa; um dragão agitado; uma raposa constantemente à procura de armadilhas; um cão que ladra a lua; O leão de Esopo apaixonado que se permitiu ser privado de seus dentes e garras. Existem também retratos satíricos emblemáticos de várias personalidades florentinas. No oitavo e último canto ele conversa com um porco que, como o Gryllus da Moralia de Plutarco, não quer ser mudado de volta e condena a ganância, a crueldade e a presunção humanas.